# آن شرلی با موهای قرمز
آن شرلی با موهای قرمز با نام اصلی آن در گرین گیبلز (به ژاپنی: 赤毛のアン، به انگلیسی: Anne Of Green Gables) یک مجموعه تلویزیونی انیمیشن ۵۰ قسمتی بر پایه رمان آن در گرین گیبلز به قلم لوسی ماد مونتگومری است که توسط استودیو نیپون انیمیشن ساخته شده‌است. پخش آن از ۱۹۷۹ در شبکهٔ فوجی تلویژن آغاز شده و تا ۳۰ سپتامبر ۱۹۷۹ ادامه داشته‌است.

## داستان
آن شرلی دختری است که در یتیم خانه بزرگ شده است. آن به‌طور اشتباه نزد خانم ماریلا کاتبرت و آقای متیو کاتبرت فرستاده می‌شود که در اصل درخواست یک پسر کرده بودند تا در کارهای مزرعه به آن‌ها کمک کند. خانم ماریلا در ابتدا شگفت‌زده می‌شود. پس از اینکه ماریلا از گذشتهٔ غم‌انگیز آن مطلع می‌شود، آن به تدریج به عضوی غیرقابل جایگزین از خانوادهٔ کاتبرت تبدیل می‌شود.

## شخصیت‌ها
- راوی: به صداپیشگی نصرالله مدقالچی

آن شرلی در صحنه‌ای از این مجموعه

- آن شرلی:  دختر  ۱۱ ساله یتیم و  موقرمز و کک و مکی و لاغر و خیالباف و  باهوش  که میخواهد در اینده معلم شود. ماریلا و متیو او را به سرپرستی میگیرند .به صداپیشگی مریم شیرزاد
- دیانا باری:  بهترین دوست انشرلی ، او موها و چشمان سیاه دارد و بسیار زیبا است .   به صداپیشگی ناهید امیریان
- ریچل لیند (دوست ماریلا) زن چاق و فضول که همسایه و دوست ماریلا است.
- آقای باری (پدر دیانا)
- خانم باری (مادر دیانا)
- متیو کاتبرت  پیرمردی ۶۰ ساله و مهربان  که بر اثر بیماری قلبی فوت می کند .به صداپیشگی  بهرام زاهدی
- ماریلا کاتبرت زنی حدودا ۵۰ ساله سختگیر ولی مهربان . به صداپیشگی الیزا اورامی
- پدر مقدس
- عمه ژوزفین عمه ی  پولدار دیانا
- خانم معلم موریل استیسی
- جین
- روبی گلیز
- جوسی
- گیلبرت بلیت   او در اخر با انه ازدواج می کند
- چارلی اسلون
- مودی اسپورگه مکپیرسون
- خانم آلن (همسر معلم مدرسهٔ یکشنبه‌ها)

## توضیحات
موسیقی اصلی تیتراژ ابتدایی این سریال انیمه را کورودو موری آهنگساز ژاپنی ساخته‌است. ولی برای پخش در ایران از قطعهٔ بی کلام نجوای بی پروا اثر ریچارد کلایدرمن و جیمز لست و با دکلمهٔ نصرالله مدقالچی استفاده شد. اثر نجوای بی پروا در آغاز به صورت باکلام با خوانندگی و آهنگسازی جرج مایکل ساخته و پخش شد. همچنین ورژن دوم این اثر در سال ۱۳۹۹ هجری شمسی توسط نصرالله مدقالچی و جاوید آزاد بازخوانی شد.

## قسمت‌ها
| شم. | عنوان | کارگردان                        | نویسنده                         | تاریخ انتشار اصلی |
| --- | --- | ------------------------------- | ------------------------------- | ----------------- |
| ۰۰۱ | «متیو کاتبرت شگفت زده شده‌است» "Mashuu Kasubaato odoroku" (ژاپنی: マシュウ・カスバート驚く)                                | ایسائو تاکاهاتا                 | ایسائو تاکاهاتا شیگکی چیبا      | ۷ ژانویه ۱۹۷۹     |
| ۰۰۲ | «ماریلا کاتبرت شگفت زده شده‌است» "Marira Kasubaato odoroku" (ژاپنی: マリラ・カスバート驚く)                                | ایسائو تاکاهاتا                 | ایسائو تاکاهاتا شیگکی چیبا      | ۱۴ ژانویه ۱۹۷۹    |
| ۰۰۳ | «صبح در گرین گیبلز» "Guriin Geiburuzu no Asa" (ژاپنی: グリーン・ゲイブルズの朝)                                           | ایسائو تاکاهاتا                 | ایسائو تاکاهاتا آیکو ایسومورا   | ۲۱ ژانویه ۱۹۷۹    |
| ۰۰۴ | «سابقهٔ آن» "An Oitachi wo kataru" (ژاپنی: アン・生い立ちを語る)                                                           | ایسائو تاکاهاتا                 | ایسائو تاکاهاتا                 | ۲۸ ژانویه ۱۹۷۹    |
| ۰۰۵ | «ماریلا تصمیم خود را می‌گیرد» "Marira Kesshinsuru" (ژاپنی: マリラ・決心する)                                               | ایسائو تاکاهاتا                 | سیجیرو کویاما                   | ۴ فوریه ۱۹۷۹      |
| ۰۰۶ | «آن از گرین گیبلز» "Guriin Geiburuzu no An" (ژاپنی: グリーン・ゲイブルズのアン)                                           | ایسائو تاکاهاتا                 | ایسائو تاکاهاتا آیکو ایسومورا   | ۱۱ فوریه ۱۹۷۹     |
| ۰۰۷ | «خانم ریچل لیند کاملاً وحشت زده‌است» "Reicheru Fujin Osore wo nasu" (ژاپنی: レイチェル夫人恐れをなす)                       | ایسائو تاکاهاتا                 | سیجیرو کویاما                   | ۱۸ فوریه ۱۹۷۹     |
| ۰۰۸ | «برداشت‌های آن از مدرسهٔ یکشنبه» "An Nichiyou Gakkou e Iku" (ژاپنی: アン・日曜学校へ行く)                                   | ایسائو تاکاهاتا                 | ایسائو تاکاهاتا سیجیرو کویاما   | ۲۵ فوریه ۱۹۷۹     |
| ۰۰۹ | «سوگندی جدی» "Ogosokana Chikai" (ژاپنی: おごそかな誓い)                                                                   | ایسائو تاکاهاتا                 | سیجیرو کویاما                   | ۴ مارس ۱۹۷۹       |
| ۰۱۰ | «آن با یک دوست صمیمی بازی می‌کند» "An Kokoro no Tomoto Asobu" (ژاپنی: アン・心の友と遊ぶ)                                  | ایسائو تاکاهاتا                 | ایسائو تاکاهاتا سیجیرو کویاما   | ۱۱ مارس ۱۹۷۹      |
| ۰۱۱ | «آن سنجاق ماریلا را گم می‌کند» "Marira Buroochi wo Nakusu" (ژاپنی: マリラ・ブローチをなくす)                               | ایسائو تاکاهاتا                 | سیجیرو کویاما                   | ۱۸ مارس ۱۹۷۹      |
| ۰۱۲ | «اعتراف آن» "An Kokuhakusuru" (ژاپنی: アン・告白する)                                                                     | ایسائو تاکاهاتا                 | ایسائو تاکاهاتا سیجیرو کویاما   | ۲۵ مارس ۱۹۷۹      |
| ۰۱۳ | «آن به مدرسه می‌رود» "An Gakkou e iku" (ژاپنی: アン・学校へ行く)                                                           | ایسائو تاکاهاتا                 | ایسائو تاکاهاتا سیجیرو کویاما   | ۱ آوریل ۱۹۷۹      |
| ۰۱۴ | «هیاهویی در کلاس» "Kyoushitsu Soudou" (ژاپنی: 教室騒動)                                                                   | ایسائو تاکاهاتا                 | کایزو کامیاما                   | ۸ آوریل ۱۹۷۹      |
| ۰۱۵ | «پاییز در راه است» "Aki no Otozure" (ژاپنی: 秋の訪れ)                                                                     | ایسائو تاکاهاتا                 | سیجیرو کویاما                   | ۱۵ آوریل ۱۹۷۹     |
| ۰۱۶ | «دایانا به صرف چای دعوت شده‌است» "Daiana wo ocha ni maneku" (ژاپنی: ダイアナをお茶に招く)                                  | ایسائو تاکاهاتا                 | تاککونی تاکانو                  | ۲۲ آوریل ۱۹۷۹     |
| ۰۱۷ | «آن به مدرسه بازمی‌گردد» "An Gakkou e modoru" (ژاپنی: アン・学校へもどる)                                                  | ایسائو تاکاهاتا                 | ایسائو تاکاهاتا سیجیرو کویاما   | ۶ مه ۱۹۷۹         |
| ۰۱۸ | «آن مینی می را نجات می‌دهد» "An Minii Mei wo sukuu" (ژاپنی: アン、ミニイ・メイを救う)                                      | ایسائو تاکاهاتا                 | ایسائو تاکاهاتا سیجیرو کویاما   | ۱۳ مه ۱۹۷۹        |
| ۰۱۹ | «تولد دایانا» "Daiana no Tanjoubi" (ژاپنی: ダイアナの誕生日)                                                              | ایسائو تاکاهاتا                 | تاککونی تاکانو                  | ۲۰ مه ۱۹۷۹        |
| ۰۲۰ | «بهار دوباره می‌آید» "Futatabi Haru ga kite" (ژاپنی: 再び春が来て)                                                         | ایسائو تاکاهاتا                 | ایسائو تاکاهاتا تاککونی تاکانو  | ۲۷ مه ۱۹۷۹        |
| ۰۲۱ | «کشیش جدید و همسرش» "Atarashii Bokushi Fusai" (ژاپنی: 新しい牧師夫妻)                                                     | ایسائو تاکاهاتا                 | شیگکی چیبا                      | ۳ ژوئن ۱۹۷۹       |
| ۰۲۲ | «تفاوت عطر» "Kouryou chigai" (ژاپنی: 香料ちがい)                                                                          | ایسائو تاکاهاتا کازویوشی یوکوتا | شیگکی چیبا                      | ۱۰ ژوئن ۱۹۷۹      |
| ۰۲۳ | «آن به صرف چای دعوت شده‌است» "An Ocha ni Yobareru" (ژاپنی: アン・お茶によばれる)                                           | ایسائو تاکاهاتا                 | ایسائو تاکاهاتا شیگکی چیبا      | ۱۷ ژوئن ۱۹۷۹      |
| ۰۲۴ | «کاری برای افتخار» "Menboku wo kaketa Daijiken" (ژاپنی: 面目をかけた大事件)                                               | ایسائو تاکاهاتا                 | شیگکی چیبا                      | ۲۴ ژوئن ۱۹۷۹      |
| ۰۲۵ | «نامه ای به دایانا» "Daiana e no Tegami" (ژاپنی: ダイアナへの手紙)                                                        | ایسائو تاکاهاتا کازویوشی یوکوتا | ایسائو تاکاهاتا تاککونی تاکانو  | ۱ ژوئیه ۱۹۷۹      |
| ۰۲۶ | «برنامه‌ریزی کنسرت» "Konsaato no Keikaku" (ژاپنی: コンサートの計画)                                                        | ایسائو تاکاهاتا                 | ایسائو تاکاهاتا شیگکی چیبا      | ۸ ژوئیه ۱۹۷۹      |
| ۰۲۷ | «متیو و فروشگاه لباس» "Mashuu to fukuranda Neko" (ژاپنی: マシュウとふくらんだ袖)                                          | ایسائو تاکاهاتا                 | ایسائو تاکاهاتا تاککونی تاکانو  | ۱۵ ژوئیه ۱۹۷۹     |
| ۰۲۸ | «کنسرت کریسمس» "Kurisumasu no Konsaato" (ژاپنی: クリスマスのコンサート)                                                   | ایسائو تاکاهاتا                 | ایسائو تاکاهاتا تاککونی تاکانو  | ۲۲ ژوئیه ۱۹۷۹     |
| ۰۲۹ | «آن انجمن داستان سرایی را راه اندازی می‌کند» "An Monogatari-Kurabu wo tsukuru" (ژاپنی: アン・物語クラブを作る)             | ایسائو تاکاهاتا کازویوشی یوکوتا | ایسائو تاکاهاتا کازویوشی یوکوتا | ۲۹ ژوئیه ۱۹۷۹     |
| ۰۳۰ | «غرور و درد قلب» "Kyoei to Shintsuu" (ژاپنی: 虚栄と心痛)                                                                  | ایسائو تاکاهاتا                 | ایسائو تاکاهاتا تاککونی تاکانو  | ۵ اوت ۱۹۷۹        |
| ۰۳۱ | «یک پرنسس زنبق بدبخت» "Fuun na Shirayurihime" (ژاپنی: 不運な白百合姫)                                                     | ایسائو تاکاهاتا                 | ایسائو تاکاهاتا یوشی‌هیسا آراکی  | ۱۲ اوت ۱۹۷۹       |
| ۰۳۲ | «یک چیز مهم در زندگی» "Shoogai no Ichidaiji" (ژاپنی: 生涯の一大事)                                                        | ایسائو تاکاهاتا                 | ایسائو تاکاهاتا شیگکی چیبا      | ۱۹ اوت ۱۹۷۹       |
| ۰۳۳ | «دعوتی به کلاس کویینز» "Kuiin-Gumi no Yobikake" (ژاپنی: クィーン組の呼びかけ)                                             | ایسائو تاکاهاتا کازویوشی یوکوتا | ایسائو تاکاهاتا شیگکی چیبا      | ۲۶ اوت ۱۹۷۹       |
| ۰۳۴ | «دایانا و دانشجویان در کویینز» "Daiana to Kuiin-Gumi no Nakama" (ژاپنی: ダイアナとクィーン組の仲間)                       | ایسائو تاکاهاتا                 | ایسائو تاکاهاتا شیگکی چیبا      | ۹ سپتامبر ۱۹۷۹    |
| ۰۳۵ | «افکار قبل از تعطیلات تابستانی» "Natsuyasumi mae no Omowaku" (ژاپنی: 夏休み前の思わく)                                    | ایسائو تاکاهاتا                 | ایسائو تاکاهاتا یوشی‌هیسا آراکی  | ۱۶ سپتامبر ۱۹۷۹   |
| ۰۳۶ | «آینده انجمن داستان» "Monogatari-Kurabu no Yukue" (ژاپنی: 物語クラブのゆくえ)                                             | ایسائو تاکاهاتا کازویوشی یوکوتا | ایسائو تاکاهاتا تاککونی تاکانو  | ۲۳ سپتامبر ۱۹۷۹   |
| ۰۳۷ | «بهار یک ۱۵ ساله» "15sai no Haru" (ژاپنی: 十五歳の春)                                                                     | ایسائو تاکاهاتا                 | کوزو کوسوبا تاککونی تاکانو      | ۳۰ سپتامبر ۱۹۷۹   |
| ۰۳۸ | «شمارهٔ من ۱۳ است» "Jukenbangou wa 13ban" (ژاپنی: 受験番号は۱۳番)                                                          | ایسائو تاکاهاتا                 | ایسائو تاکاهاتا شیگکی چیبا      | ۷ اکتبر ۱۹۷۹      |
| ۰۳۹ | «انتشار نتایج» "Goukakuhappyou" (ژاپنی: 合格発表)                                                                         | ایسائو تاکاهاتا                 | ایسائو تاکاهاتا شیگکی چیبا      | ۱۴ اکتبر ۱۹۷۹     |
| ۰۴۰ | «کنسرت هتل» "Hoteru no Konsaato" (ژاپنی: ホテルのコンサート)                                                              | ایسائو تاکاهاتا کازویوشی یوکوتا | ایسائو تاکاهاتا یوشی‌هیسا آراکی  | ۲۱ اکتبر ۱۹۷۹     |
| ۰۴۱ | «عزیمت به کالج کویینز» "KuiinGakuin eno Tabidachi" (ژاپنی: クィーン学院への旅立ち)                                        | ایسائو تاکاهاتا کوزو کوسوبا     | ایسائو تاکاهاتا یوشی‌هیسا آراکی  | ۲۸ اکتبر ۱۹۷۹     |
| ۰۴۲ | «زندگی مدرسه ای جدید» "Atarashii Gakuenseikatsu" (ژاپنی: 新しい学園生活)                                                  | ایسائو تاکاهاتا کنیچی بابا      | ایسائو تاکاهاتا یوشی‌هیسا آراکی  | ۴ نوامبر ۱۹۷۹     |
| ۰۴۳ | «تعطیلات آخر هفته» "Shuumatsu no Kyuuka" (ژاپنی: 週末の休暇)                                                              | ایسائو تاکاهاتا شیگه‌ئو کوشی     | ایسائو تاکاهاتا سیجیرو کویاما   | ۱۱ نوامبر ۱۹۷۹    |
| ۰۴۴ | «زمستان در کویینز» "KuiinGakuin no Fuyu" (ژاپنی: クィーン学院の冬)                                                        | ایسائو تاکاهاتا کازویوشی یوکوتا | ایسائو تاکاهاتا سیجیرو کویاما   | ۱۸ نوامبر ۱۹۷۹    |
| ۰۴۵ | «شکوه و رؤیا» "Eikou to Yume" (ژاپنی: 栄光と夢)                                                                           | ایسائو تاکاهاتا کوزو کوسوبا     | شیگکی چیبا ناناکو شیرایشی       | ۲۵ نوامبر ۱۹۷۹    |
| ۰۴۶ | «عشق متیو» "Mashuu no Ai" (ژاپنی: マシュウの愛)                                                                           | ایسائو تاکاهاتا کنیچی بابا      | شیگکی چیبا ناناکو شیرایشی       | ۲ دسامبر ۱۹۷۹     |
| ۰۴۷ | «دروگری به نام مرگ» "Shi to yobareru Kariirebito" (ژاپنی: 死と呼ばれる刈入れ人)                                           | ایسائو تاکاهاتا شیگه‌ئو کوشی     | ایسائو تاکاهاتا یوشی‌هیسا آراکی  | ۹ دسامبر ۱۹۷۹     |
| ۰۴۸ | «خداحافظی متیو» "Mashuu Wagaya wo saru" (ژاپنی: マシュウ我が家を去る)                                                     | ایسائو تاکاهاتا کازویوشی یوکوتا | ایسائو تاکاهاتا یوشی‌هیسا آراکی  | ۱۶ دسامبر ۱۹۷۹    |
| ۰۴۹ | «گوشه» "Magarikado" (ژاپنی: 曲り角)                                                                                       | ایسائو تاکاهاتا کوزو کوسوبا     | ایسائو تاکاهاتا یوشی‌هیسا آراکی  | ۲۳ دسامبر ۱۹۷۹    |
| ۰۵۰ | «همه چیز روی زمین خوب است» "Kami wa Ten ni imashi, Subete Yo wa Koto mo nashi" (ژاپنی: 神は天にいまし すべて世は事もなし) | ایسائو تاکاهاتا کنیچی بابا      | ایسائو تاکاهاتا یوشی‌هیسا آراکی  | ۳۰ دسامبر ۱۹۷۹    |